# Pramanta
Pramanta (in greco Πράμαντα?) è un ex comune della Grecia nella periferia dell'Epiro (unità periferica di Giannina) con 2 194 abitanti secondo i dati del censimento 2001.
È stato soppresso a seguito della riforma amministrativa, detta Programma Callicrate, in vigore dal gennaio 2011 ed è ora compreso nel comune di Voreia Tzoumerka.

## Località
Il comune è suddiviso nelle seguenti comunità (i nomi dei villaggi tra parentesi):
- Ampelochori
- Pramanta (Pramanta, Tsopela, Christoi)
- Raftanaioi (Raftanaioi, Vounoreia, Zalouchos, Megali Rachi, Mylokopeio, Palaiomochousti, Pallikari, Plaka, Rouga, Fraxos)